# Vízilabda az 1920. évi nyári olimpiai játékokon
Az 1920. évi nyári olimpiai játékokon a vízilabdatornát augusztus 22. és 29. között rendezték. A tornát a címvédő brit csapat nyerte.

## Éremtáblázat
(A rendező ország csapata eltérő háttérszínnel, az egyes számoszlopok legmagasabb értéke, vagy értékei vastagítással kiemelve.)
| Az 1920. évi nyári olimpiai játékok éremtáblázata vízilabdában | Az 1920. évi nyári olimpiai játékok éremtáblázata vízilabdában | Az 1920. évi nyári olimpiai játékok éremtáblázata vízilabdában | Az 1920. évi nyári olimpiai játékok éremtáblázata vízilabdában | Az 1920. évi nyári olimpiai játékok éremtáblázata vízilabdában | Olimpia  |
| -------------------------------------------------------------- | -------------------------------------------------------------- | -------------------------------------------------------------- | -------------------------------------------------------------- | -------------------------------------------------------------- | -------- |
|                                                                | Ország                                                         | Arany                                                          | Ezüst                                                          | Bronz                                                          | Összesen |
| 1.                                                             | Nagy-Britannia (GBR)                                           | 1                                                              | 0                                                              | 0                                                              | 1        |
|                                                                |                                                                |                                                                |                                                                |                                                                |          |
| 2.                                                             | Belgium (BEL)                                                  | 0                                                              | 1                                                              | 0                                                              | 1        |
|                                                                |                                                                |                                                                |                                                                |                                                                |          |
| 3.                                                             | Svédország (SWE)                                               | 0                                                              | 0                                                              | 1                                                              | 1        |
|                                                                |                                                                |                                                                |                                                                |                                                                |          |
| Összesen                                                       | Összesen                                                       | 1                                                              | 1                                                              | 1                                                              | 3        |

## Érmesek
| Az 1920. évi nyári olimpiai játékok érmesei vízilabdában                                                              | Az 1920. évi nyári olimpiai játékok érmesei vízilabdában                                                    | Az 1920. évi nyári olimpiai játékok érmesei vízilabdában                                                                                             | Az 1920. évi nyári olimpiai játékok érmesei vízilabdában |
| --- | --- | --- | -------------------------------------------------------- |
| Arany | Ezüst | Bronz |                                                          |
| Nagy-Britannia (GBR)                                                                                                  | Belgium (BEL)                                                                                               | Svédország (SWE) |                                                          |
| Charles Bugbee William Henry Dean Christopher Jones William Peacock Noel Purcell Paul Radmilovic Charles Sydney Smith | René Bauwens Gérard Blitz Maurice Blitz Pierre Dewin Albert Durant Paul Gailly Pierre Nijs Joseph Pletinckx | Erik Andersson Robert Andersson Vilhelm Andersson Nils Backlund Erik Bergqvist Max Gumpel Pontus Hanson Harald Julin Torsten Kumfeldt Theodor Nauman |                                                          |

## Mérkőzések

### Az aranyéremért

#### 1. forduló
| 1920. augusztus 22. | Svédország (SWE) | 12 – 0 | Csehszlovákia (TCH) |  |
| 1920. augusztus 22. |                  |        |                     |  |
| 1920. augusztus 22. |                  |        |                     |  |

| 1920. augusztus 22. | Spanyolország (ESP) | 1 – 1 | Olaszország (ITA) |  |
| 1920. augusztus 22. |                     |       |                   |  |
| 1920. augusztus 22. |                     |       |                   |  |

- Olaszország feladta a mérkőzést.

| 1920. augusztus 23. | Brazília (BRA) | 1 – 1 | Franciaország (FRA) |  |
| 1920. augusztus 23. |                |       |                     |  |
| 1920. augusztus 23. |                |       |                     |  |

Újrajátszás
|  | Brazília (BRA) | 5 – 1 | Franciaország (FRA) |  |
|  |                |       |                     |  |
|  |                |       |                     |  |

| 1920. augusztus 23. | Belgium (BEL) | 11 – 0 | Svájc (SUI) |  |
| 1920. augusztus 23. |               |        |             |  |
| 1920. augusztus 23. |               |        |             |  |

#### Negyeddöntők
| 1920. augusztus 24. | Egyesült Államok (USA) | 7 – 0 | Görögország (GRE) |  |
| 1920. augusztus 24. |                        |       |                   |  |
| 1920. augusztus 24. |                        |       |                   |  |

| 1920. augusztus 24. | Nagy-Britannia (GBR) | 9 – 0 | Spanyolország (ESP) |  |
| 1920. augusztus 24. |                      |       |                     |  |
| 1920. augusztus 24. |                      |       |                     |  |

| 1920. augusztus 24. | Svédország (SWE) | 7 – 3 | Brazília (BRA) |  |
| 1920. augusztus 24. |                  |       |                |  |
| 1920. augusztus 24. |                  |       |                |  |

| 1920. augusztus 24. | Belgium (BEL) | 2 – 1 | Hollandia (NED) |  |
| 1920. augusztus 24. |               |       |                 |  |
| 1920. augusztus 24. |               |       |                 |  |

#### Elődöntők
| 1920. augusztus 26. | Nagy-Britannia (GBR) | 7 – 2 | Egyesült Államok (USA) |  |
| 1920. augusztus 26. |                      |       |                        |  |
| 1920. augusztus 26. |                      |       |                        |  |

| 1920. augusztus 26. | Belgium (BEL) | 5 – 3 | Svédország (SWE) |  |
| 1920. augusztus 26. |               |       |                  |  |
| 1920. augusztus 26. |               |       |                  |  |

#### Döntő
| 1920. augusztus 27. | Nagy-Britannia (GBR) | 3 – 2 | Belgium (BEL) |  |
| 1920. augusztus 27. |                      |       |               |  |
| 1920. augusztus 27. |                      |       |               |  |

| Az 1920. évi nyári olimpiai játékok férfi vízilabdatornájának olimpiai bajnoka |
| · NAGY-BRITANNIA · 4. cím                                                      |
| ------------------------------------------------------------------------------ |

### Az ezüstéremért
- Azok a csapatok mérkőztek, amelyek Nagy-Britanniától kikaptak.

|  | Egyesült Államok (USA) | 5 – 0 | Spanyolország (ESP) |  |
|  |                        |       |                     |  |
|  |                        |       |                     |  |

#### Mérkőzés az ezüstéremért
| 1920. augusztus 28. | Belgium (BEL) | 7 – 2 | Egyesült Államok (USA) |  |
| 1920. augusztus 28. |               |       |                        |  |
| 1920. augusztus 28. |               |       |                        |  |

- Belgium nyerte meg az ezüstérmet.

### A bronzéremért

#### 1. forduló
|  | Hollandia (NED) | 6 – 1 | Csehszlovákia (TCH) |  |
|  |                 |       |                     |  |
|  |                 |       |                     |  |

|  | Görögország (GRE) | 6 – 1 | Olaszország (ITA) |  |
|  |                   |       |                   |  |
|  |                   |       |                   |  |

#### 2. forduló
|  | Svédország (SWE) | 9 – 1 | Hollandia (NED) |  |
|  |                  |       |                 |  |
|  |                  |       |                 |  |

#### Mérkőzés a bronzéremért
|  | Svédország (SWE) | 5 – 2 | Egyesült Államok (USA) |  |
|  |                  |       |                        |  |
|  |                  |       |                        |  |

- Svédország nyerte meg a bronzérmet.

## Végeredmény
| Helyezés | Csapat                 | M | Gy | D | V | G+ | G– | Gk  | P |
| -------- | ---------------------- | - | -- | - | - | -- | -- | --- | - |
| Arany    | Nagy-Britannia (GBR)   | 3 | 3  | 0 | 0 | 19 | 4  | +15 | 6 |
| Ezüst    | Belgium (BEL)          | 5 | 4  | 0 | 1 | 27 | 9  | +18 | 8 |
| Bronz    | Svédország (SWE)       | 5 | 4  | 0 | 1 | 36 | 11 | +25 | 8 |
| 4.       | Brazília (BRA)         | 3 | 1  | 1 | 1 | 9  | 9  | 0   | 3 |
| =        | Görögország (GRE)      | 2 | 1  | 0 | 1 | 6  | 8  | –2  | 2 |
| 6.       | Egyesült Államok (USA) | 5 | 2  | 0 | 3 | 18 | 19 | –1  | 4 |
| 7.       | Hollandia (NED)        | 3 | 1  | 0 | 2 | 8  | 12 | –4  | 2 |
| =        | Spanyolország (ESP)    | 3 | 0  | 1 | 2 | 1  | 15 | –14 | 1 |
| 9.       | Franciaország (FRA)    | 2 | 0  | 1 | 1 | 2  | 6  | –4  | 1 |
| =        | Svájc (SUI)            | 1 | 0  | 0 | 1 | 0  | 11 | –11 | 0 |
| 11.      | Csehszlovákia (TCH)    | 2 | 0  | 0 | 2 | 1  | 18 | –17 | 0 |
| =        | Olaszország (ITA)      | 2 | 0  | 1 | 1 | 2  | 7  | –5  | 1 |